# 森炎
森 炎（もり ほのお、1959年7月1日 - ）は、日本の弁護士、文筆家。元裁判官。

## 来歴
東京都生まれ。東京大学法学部卒。東京地裁、大阪地裁などの裁判官を経て、弁護士（東京弁護士会所属）。
裁判官時代には、官民交流で、最高裁から民間企業に派遣され、一年間、三井住友海上火災保険に出向勤務した。

## 著書
- 『Shall we judge? 裁判員制度Q&A 200』パロディ社、2007
- 『私にもできる刑事裁判』パロディ社、2007
- 『あなたが死刑判決を下すその前に』パロディ社、2008
- 『市民裁判官への5つの扉』パロディ社、2008
- 『一目でわかる裁判員』パロディ社、2008
- 『裁判員のためのかみくだき刑法』学研新書、2009
- 『裁く技術 無罪判決から死刑まで』小学館101新書、2009
- 『あなたが裁く!「罪と罰」から「1Q84」まで 名作で学ぶ裁判』日本経済新聞出版社、2010
- 『なぜ日本人は世界の中で死刑を是とするのか 変わりゆく死刑基準と国民感情』幻冬舎新書、2011
- 『量刑相場 法の番人たちの暗黙ルール』幻冬舎新書、2011
- 『死刑と正義』講談社現代新書、2012
- 『司法殺人 元裁判官が問う歪んだ死刑判決』講談社、2012
- 『司法権力の内幕』ちくま新書、2013
- 『教養としての冤罪論』岩波書店、2014
- 『死刑肯定論』ちくま新書、2015
- 『名作裁判 あの犯人をどう裁く?』ポプラ新書、2015、新版2019
- 『刑罰はどのように決まるか: 市民感覚との乖離、不公平の原因』筑摩選書、2016
- 『裁判所ってどんなところ？　司法の仕組みがわかる本』ちくまプリマー新書、2016

### 共著
- 岡部敬史と『「裁く」ための練習帳 裁判員の必読本』学習研究社、2009
- 青島美幸と『昭和に火をつけた男 青島幸男とその時代』講談社、2013
- 郷原信郎と『虚構の法治国家』講談社、2015